# 渡邊金造
渡邊金造（1874年7月27日—1965年5月23日），為第三任台灣軍參謀長，是臺灣軍事之中重要的一職，於台灣日治時期替台灣軍協助軍事發展。他的任期為1924年2月—1927年7月。